# Карасу (Казталовский район)
Карасу (каз. Қарасу) — село в Казталовском районе Западно-Казахстанской области Казахстана. Административный центр Карасуского сельского округа. Находится примерно в 8 км к западу от села Казталовка. Код КАТО — 274855100.

## Население
В 1999 году население села составляло 1118 человек (539 мужчин и 579 женщин). По данным переписи 2009 года, в селе проживало 885 человек (442 мужчины и 443 женщины).